# József von Platthy
József von Platthy   (Karancskeszi, 17 de desembre de 1900 - Budapest, 21 de desembre de 1990) va ser un genet hongarès que va competir durant la dècada de 1930.
El 1936 va prendre part en els Jocs Olímpics de Berlín, on va disputar dues proves del programa d'hípica amb el cavall Sellő. Va guanyar la medalla de bronze en la prova de salts d'obstacles individual, mentre en la prova de salts per equips quedà elimina en no classificar-se el mínim de tres genets per equip.